# بخش لیستا رامون
بخش لیستا رامون (به اسپانیایی: Departamento Ramón Lista) یک منطقهٔ مسکونی در آرژانتین است که در استان فورموسا واقع شده‌است.